# فرودگاه بین‌المللی نوئوا هسپریدس
فرودگاه بین‌المللی نوئوا هسپریدس (به انگلیسی: Nueva Hesperides International Airport) (به زبان بومی: Aeropuerto Internacional de Nueva Hespérides) یک فرودگاه همگانی مسافربری با کد یاتا STY است که یک باند فرود آسفالت دارد و طول باند آن ۱۵۸۸ متر است. این فرودگاه در شهر سالتو، اروگوئه کشور اروگوئه قرار دارد و در ارتفاع ۵۷ متری از سطح دریا واقع شده‌است.